# دینا فواد

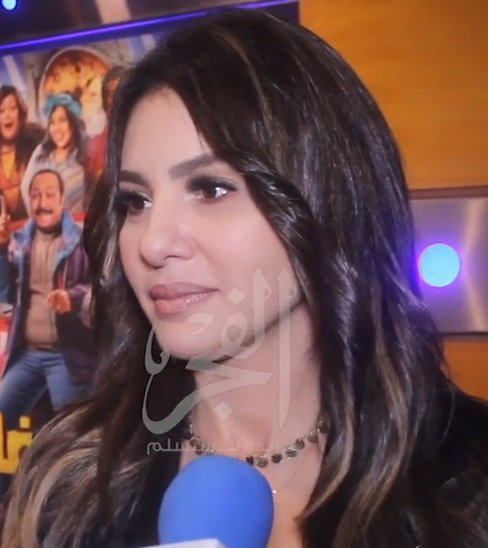

دینا فؤاد (۲۵ ژوئیه ۱۹۸۷)، بازیگر مصری است. او با کار در شبکه الحره پا به دنیای هنر گذاشت. پس از آن برای سریال‌های «الدالی» در نقش «هبه» دختر «سعدالدالی» در مقابل نورالشریف بازی کرد.